# Carrozzeria Scaglietti
La Carrozzeria Scaglietti è una carrozzeria italiana con sede a Modena attiva ufficialmente a partire dal 1951.

## Storia

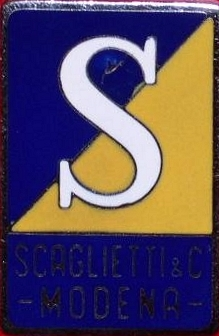
Il logo della Carrozzeria Scaglietti

Il nome e l'attività della Carrozzeria Scaglietti sono indissolubilmente legati al marchio della Ferrari, fin dall'inizio della sua storia.

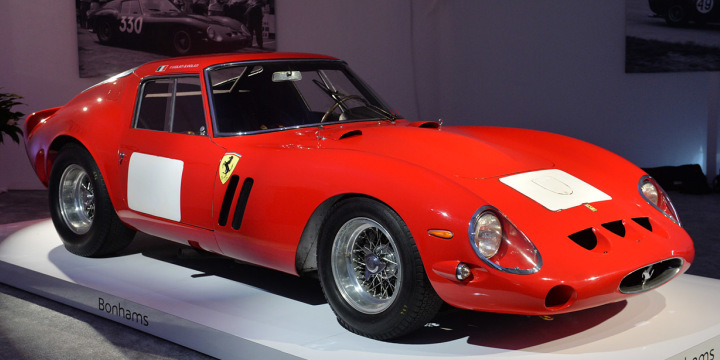
Ferrari 250 GTO, una delle opere più famose del carrozziere emiliano

Essa nacque per volontà di Sergio Scaglietti, già in forza presso la giovanissima casa del cavallino rampante e prima ancora, presso l'omonima scuderia sportiva dell'Alfa Romeo.
La carrozzeria diventa subito una delle favorite di Enzo Ferrari, che già conosceva le notevoli doti di carrozziere del suo fondatore.
Quindi l'attività della Scaglietti fu subito esclusivamente legata alla Ferrari, per la quale lavorava in collaborazione con Pininfarina, altra grande carrozzeria da sempre legata alla casa di Maranello.
Dalla matita e dal genio di Sergio Scaglietti nacquero capolavori come la Ferrari 250 Testa Rossa e la Ferrari 250 GTO, vetture che resero noto in tutto il mondo il valore di questa carrozzeria.
Nel 1959 anche Oscar e Claudio Scaglietti, figli di Sergio, entrano a far parte dell'organico dell'atelier modenese.

Dalla collaborazione tra Jano, Bianchi e Crepaldi nacque anche l'unica formula junior con carrozzeria Scaglietti.

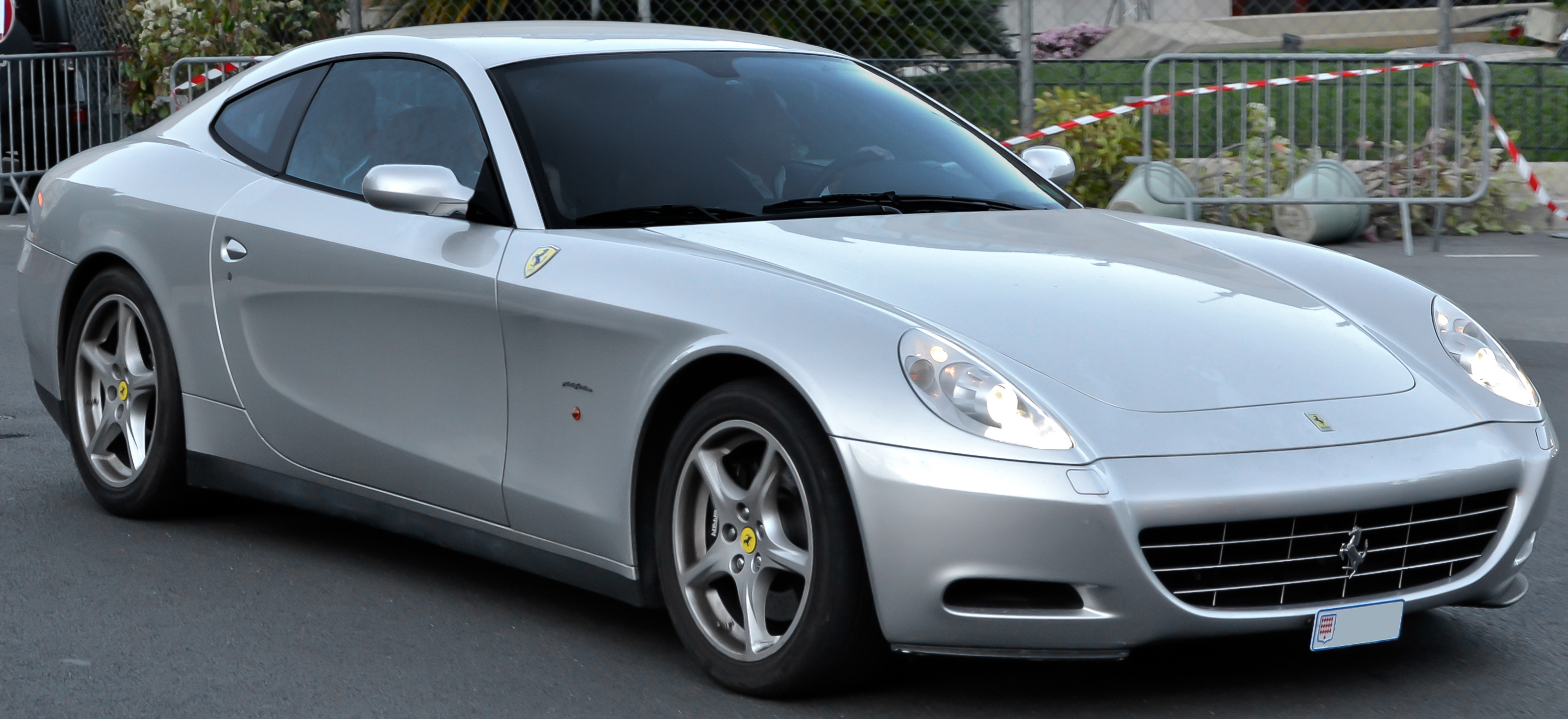
Ferrari 612 Scaglietti, ultima vettura a portare il nome del carrozziere

Di modello Ferrari in modello Ferrari, la storia della Scaglietti arriva al 1975, anno in cui la casa della rossa rileva la maggioranza delle azioni della Carrozzeria Scaglietti, rendendola così parte integrante di se' stessa, condizione in cui la Carrozzeria Scaglietti si trova ancor oggi, con grandi soddisfazioni da entrambe le parti. 
Negli anni 2000 il nome della Carrozzeria Scaglietti viene usato dalla Ferrari per indicare un programma di personalizzazione delle vetture di Maranello.
Nel 2004, la Ferrari omaggia la Carrozzeria Scaglietti battezzando con il nome del carrozziere modenese la Ferrari 612 Scaglietti, disegnata però da Pininfarina.

## Principali opere della Carrozzeria Scaglietti

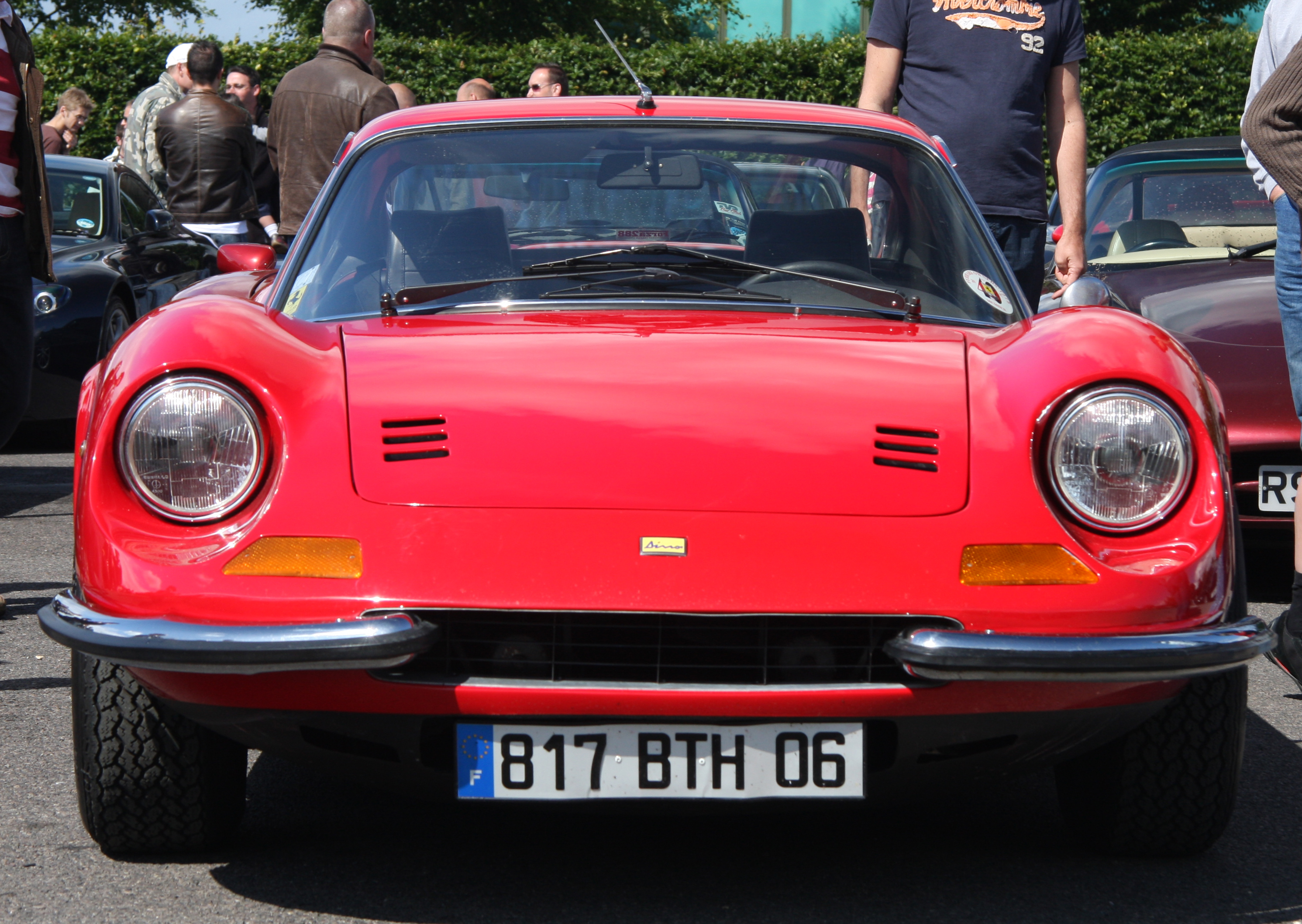
Ferrari Dino 246, ultima opera della carrozzeria Scaglietti

Di seguito vengono elencate le principali opere della Carrozzeria Scaglietti, in gran parte realizzate, come già detto, in collaborazione con Pininfarina. Oggigiorno la maggior parte di tali creazioni sono attribuite in maniera univoca al carrozziere torinese, ma non va dimenticato che un notevole apporto è stato dato anche dalla Scaglietti stessa.
- Ferrari 500 Mondial
- Ferrari 750 Monza
- Ferrari 860 Monza
- Ferrari 500 TR
- Ferrari 250 Testa Rossa
- Ferrari 250 GT California
- Ferrari 375 America
- Ferrari 250 GTO
- Ferrari 365 GTB/4 Daytona
- Dino 206
- Dino 246